# Équipe cycliste 5-Hour Energy

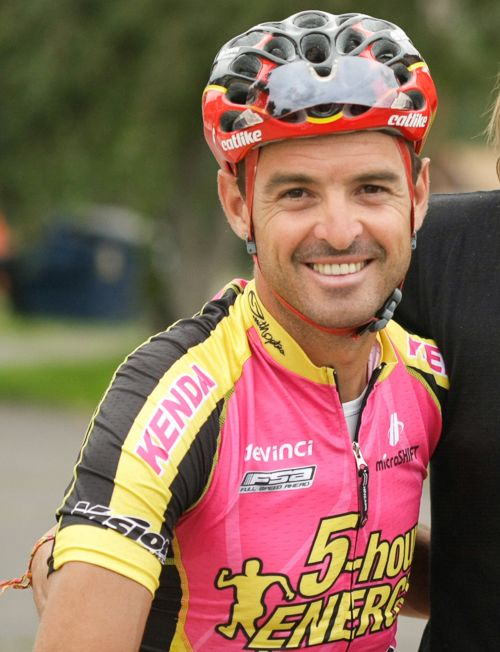
Francisco Mancebo en 2013

L'équipe cycliste 5-Hour Energy (connue précédemment comme l'équipe Kenda) est une équipe cycliste américaine, qui a existé de 2009 à 2014. Durant son existence, elle court avec le statut d'équipe continentale. 
Elle ne doit pas être confondue avec l'équipe Giant Kenda.

## Histoire de l'équipe
L'équipe disparait fin 2014.

## Principales victoires
- Redlands Bicycle Classic : Phillip Gaimon (2012) et Francisco Mancebo (2013)

## Classements UCI
L'équipe participe aux épreuves des circuits continentaux et principalement les courses du calendrier de l'UCI America Tour. Les tableaux ci-dessous présente les classements de l'équipe sur les circuits, ainsi que son meilleur coureur au classement individuel.
UCI America Tour
| Saison | Classement par équipes | Meilleur coureur au classement individuel |
| ------ | ---------------------- | ----------------------------------------- |
| 2010   | 30e                    | Luca Damiani (197e)                       |
| 2011   | 17e                    | Robert Sweeting (66e)                     |
| 2012   | 14e                    | John Murphy (12e)                         |
| 2013   | 9e                     | Francisco Mancebo (5e)                    |
| 2014   | 24e                    | Michael Woods (118e)                      |

UCI Asia Tour
| Saison | Classement par équipes | Meilleur coureur au classement individuel |
| ------ | ---------------------- | ----------------------------------------- |
| 2010   | 37e                    | Phillip Gaimon (76e)                      |
| 2014   | 58e                    | Chad Beyer (275e)                         |

UCI Europe Tour
| Saison | Classement par équipes | Meilleur coureur au classement individuel |
| ------ | ---------------------- | ----------------------------------------- |
| 2013   | 93e                    | Francisco Mancebo (216e)                  |

UCI Oceania Tour
| Saison | Classement par équipes | Meilleur coureur au classement individuel |
| ------ | ---------------------- | ----------------------------------------- |
| 2011   | 11e                    | Benjamin Day (33e)                        |

## 5-Hour Energy en 2014[6]

### Effectif
| Cycliste          | Date de naissance | Nationalité | Équipe 2013      |
| ----------------- | ----------------- | ----------- | ---------------- |
| Sam Bassetti      | 2 avril 1991      | États-Unis  |                  |
| Chad Beyer        | 15 août 1989      | États-Unis  | Champion System  |
| Jonathan Hornbeck | 30 octobre 1989   | États-Unis  |                  |
| Jake Keough       | 18 juin 1987      | États-Unis  | UnitedHealthcare |
| Bruno Langlois    | 1er mars 1979     | Canada      | Garneau-Québecor |
| Gavin Mannion     | 24 août 1991      | États-Unis  | Bontrager        |
| Christian Parrett | 22 décembre 1989  | États-Unis  | 5 Hour Energy    |
| Taylor Shelden    | 31 mars 1987      | États-Unis  | 5 Hour Energy    |
| James Stemper     | 21 août 1985      | États-Unis  | 5 Hour Energy    |
| Robert Sweeting   | 5 juin 1987       | États-Unis  |                  |
| David Williams    | 19 juin 1988      | États-Unis  |                  |

### Victoires
Aucune victoire UCI.